# Награда „Др Шпиро Матијевић”
Награда „Др Шпиро Матијевић” додељује се за најбоље књижевно дело у прошлој години, без обзира на жанр.

## О награди
Награда је установљена 2007. у спомен на трагично преминулог књижевника, преводиоца и књижевног критичара Шпира Матијевића. Награду додељује Фондација „Др Шпиро Матијевић”, коју је основало предузеће Индустрија меса „Матијевић”, у власништву Петра Матијевића, брата Шпира Матијевића.
Награду додељује трочлани жири који бира фондација.
Постоји прекид у додељивању од 2012. до 2023, када је награда поново додељена.
Награда се састоји од повеље и новчаног износа од 15.000 евра у динарској противвредности (раније: 10.000 евра), а свечано уручење приређује се 24. фебруара, на дан рођења Шпира Матијевића, у Новом Саду. 

## Награђени
| Година   | Добитник         | Дело                      | Врста           | Жири                                                                | Реф.            |
| -------- | ---------------- | ------------------------- | --------------- | ------------------------------------------------------------------- | --------------- |
| 2008.    | Матија Бећковић  | Кад будем млађи           | збирка песама   | Иван Негришорац (председник), Селимир Радуловић и Милан Трипковић   | [ 2 ]           |
| 2009.    | Ђорђо Сладоје    | Манастирски баштован      | збирка песама   | Иван Негришорац (председник), Селимир Радуловић и Милан Трипковић   | [ 3 ]           |
| 2010.    | Милован Данојлић | Прича о приповедачу       | роман           | Иван Негришорац (председник), Селимир Радуловић и Милан Трипковић   | [ 4 ]           |
| 2011.    | Веселин Марковић | Ми различити              | роман           | Иван Негришорац (председник), Селимир Радуловић и Ђорђо Сладоје     | [ 5 ]           |
| 2012.    | Јован Делић      | Иво Андрић – мост и жртва | студија         | Иван Негришорац (председник), Селимир Радуловић и Ђорђо Сладоје     | [ 6 ]           |
| 2013/22. | није додељивана  | није додељивана           | није додељивана | није додељивана                                                     | није додељивана |
| 2023.    | Гојко Ђого       | Пут за хум                | збирка песама   | Иван Негришорац (председник), Александар Јерков и Селимир Радуловић | [ 7 ]           |
| 2024.    | Владимир Пиштало | Песма о три света         | роман           | Иван Негришорац (председник), Александар Јерков и Селимир Радуловић | [ 8 ]           |